# Dabung
Dabung is een bestuurslaag in het regentschap Bangkalan van de provincie Oost-Java, Indonesië. Dabung telt 4972 inwoners (volkstelling 2010).